# Друштвени углед
Друштвени углед ( од латинске речи reputatio ) упућује на категорију узора, на нешто што представља категорију коју треба следити.
Друштвени углед могуће је одредити као оцену вредности друштвене улоге појединца засноване првенствено на занимању које он врши, али и на другим његовим друштвеним и личним својствима.

### Друштвени углед и његови чиниоци
Друштвени углед занимања постоји као субјективно виђење одређених друштвених чинилаца везаних за неко занимање, које људи деле са својом социјалном групом или друштвом у целини.
Он је, истовремено, врста процене општег положаја неког занимања у друштву, који, пре свега, проистиче из значаја тог занимања за друштво.
И сам елемент друштвеног положаја додаје или одузима на значају појединих занимања. 
Груба хијерархија друштвеног угледа занимања углавном је свуда иста и зависи пре свега од два чиниоца:
1. формалног образовања
2. висине материјалних примања(накнаде).

Пет битних чинилаца друштвеног угледа неког занимања су: 
1. значај делатности,
2. дужина претходне припреме,
3. тежине занимања(сложеност и одговорност),
4. способности и квалитети оних који занимање обављају и
5. висина примања.

### Друштвени углед наставника
Друштвени углед наставника могуће је сагледати преко:
1. значаја васпитања и образовања,
2. дужине школовања наставника,
3. тежине наставничког занимања(сложеност и одговорност),
4. способности и квалитета наставника и
5. доходовања наставника, материјалних примања.